# Idiops guri
Idiops guri (лат.) — вид мигаломорфных пауков рода Idiops из семейства Idiopidae. Видовой эпитет — дань уважения южной Бразилии, региону распространения этого вида. Слово «guri» в языке тупи-гуарани обычно используется в этом регионе для обозначения ребенка или мальчика. Это также связано с относительно крошечным для рода размером этих пауков.

## Распространение
Южная Америка (Бразилия).

## Описание
Пауки относительно мелкого для своего рода размера, длина менее 1 см (голотип самца 5,3 мм, паратип самки 8,4 мм). Карапакс и ноги самца желтовато-коричневые, брюшко серое. У самки карапакс и ноги коричневые, брюшко серое. Самец Idiops guri отличается от других неотропических видов тем, что голень пальп имеет неглубокую заднюю часть и ограничена шипами уменьшающейся длины по направлению к апикальной части, а также наличием крюкообразного выступа возле отверстия семявыносящего протока (на ретровентральном виде). Самка отличается от других видов сперматеками подковообразной формы с изогнутыми внутрь протоками со склеротизацией на переходе между протоком и рецептаклем, а также овальными и слабо склеротизированными рецептаклями. Тазики ног без шипов. Хелицеры с продольным рядом крупных зубцов и ретролатеральным рядом меньших зубцов, ретролатеральные зубцы занимают базальную треть хелицер. Ноги с тремя коготками на лапках. Брюшко овальной формы. Передние боковые глаза (ALE) расположены рядом с кромкой клипеального края.